# Scrooge (film, 1935)
Scrooge är en brittisk dramafilm från 1935 i regi av Henry Edwards. Filmen är baserad på En julsaga av Charles Dickens. I huvudrollerna ses Seymour Hicks, Donald Calthrop och Robert Cochran.

## Rollista i urval
- Sir Seymour Hicks – Ebenezer Scrooge
- Donald Calthrop – Bob Cratchit
- Robert Cochran – Fred
- Mary Glynne – Belle
- Garry Marsh – Belles make
- Oscar Asche – Nuvarande Julens Ande
- Marie Ney – Gångna Julars Ande
- C.V. France – Kommande Julars Ande
- Athene Seyler – Scrooges städkvinna
- Maurice Evans – fattig man
- Mary Lawson – fattig mans hustru
- Barbara Everest –  mrs. Cratchit
- Eve Gray – Freds hustru
- Morris Harvey – fågelhandlare med prisvinnande kalkon
- Philip Frost – Tiny Tim